# Manis
A Manis az emlősök (Mammalia) osztályának tobzoskák (Pholidota) rendjébe, ezen belül a tobzoskafélék (Manidae) családjába tartozó nem.
A Maninae alcsalád egyetlen neme.

## Tudnivalók
Korábban a Manis emlősnembe tartozott az összes élő tobzoskafaj, manapság viszont már csak négy élő és három kihalt fajt sorolnak ide. Ma már csak az ázsiai tobzoskák tekinthetők Manis-fajoknak.

## Rendszerezés
A nembe az alábbi 2 alnem, 4 élő faj és 3 fosszilis faj tartozik:
- Manis Linnaeus, 1758 - alnem, 2 faj
  - indiai tobzoska (Manis crassicaudata) E. Geoffroy, 1803
  - kínai tobzoska (Manis pentadactyla) Linnaeus, 1758 - típusfaj
- Paramanis Pocock, 1924 - alnem, 2 faj
  - palawani tobzoska (Manis culionensis) (de Elera, 1895) – nemrég a jávai tobzoska részeként kezelték, azonban elkülönítették a molekuláris különbségek miatt
  - jávai tobzoska (Manis javanica) Desmarest, 1822

- †Manis hungarica Kormos, 1934
- †Manis lydekkeri Trouessart
- †Manis palaeojavanica Dubois, 1907

## Fordítás
- Ez a szócikk részben vagy egészben  a   Manis című angol Wikipédia-szócikk ezen változatának fordításán alapul.  Az eredeti cikk szerkesztőit annak laptörténete sorolja fel. Ez a jelzés csupán a megfogalmazás eredetét és a szerzői jogokat jelzi, nem szolgál a cikkben szereplő információk forrásmegjelöléseként.
- Ez a szócikk részben vagy egészben  a   Pangolin#Taxonomy című angol Wikipédia-szócikk ezen változatának fordításán alapul.  Az eredeti cikk szerkesztőit annak laptörténete sorolja fel. Ez a jelzés csupán a megfogalmazás eredetét és a szerzői jogokat jelzi, nem szolgál a cikkben szereplő információk forrásmegjelöléseként.